# Nationale fietsroutes van Zweden

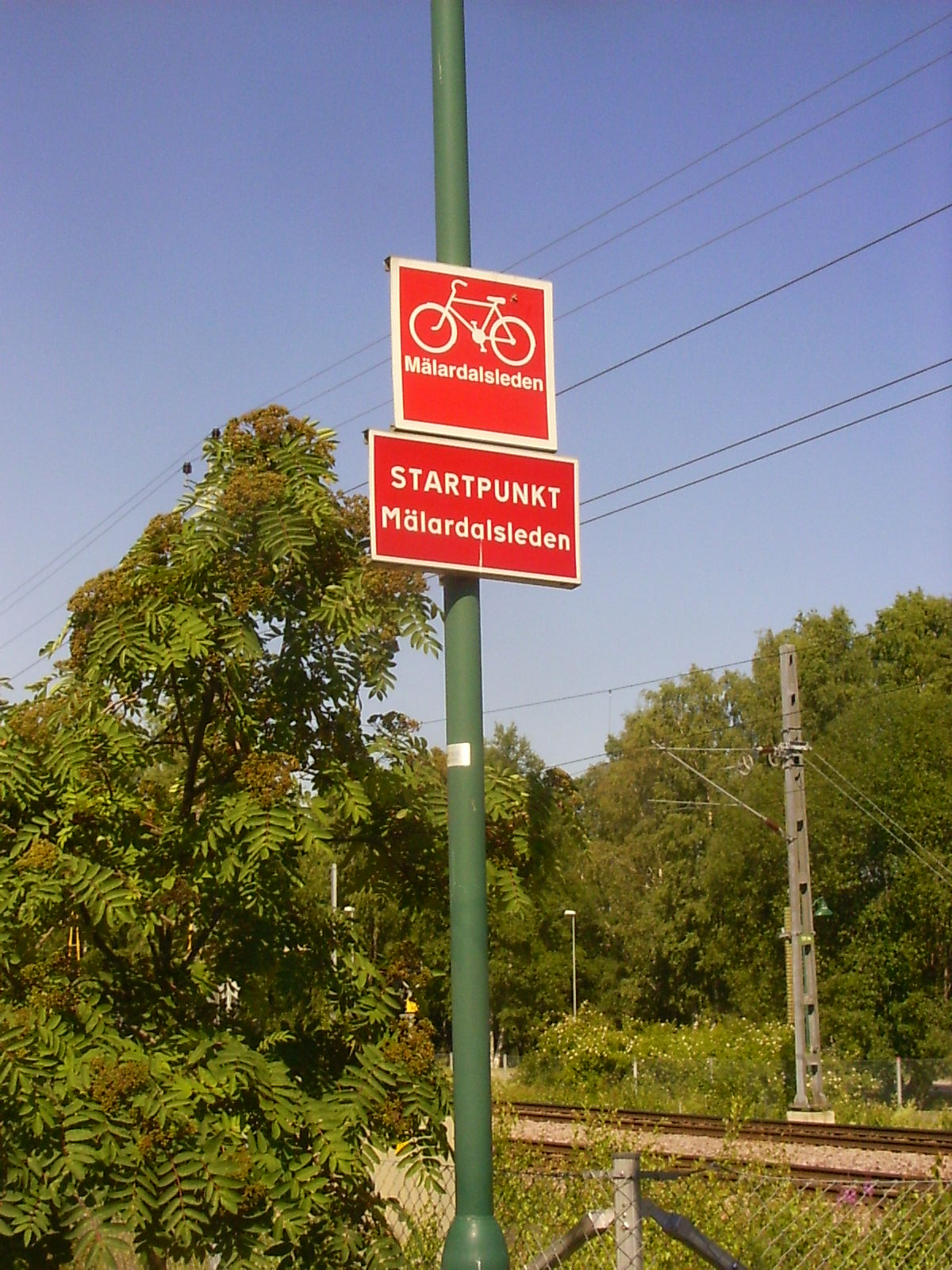

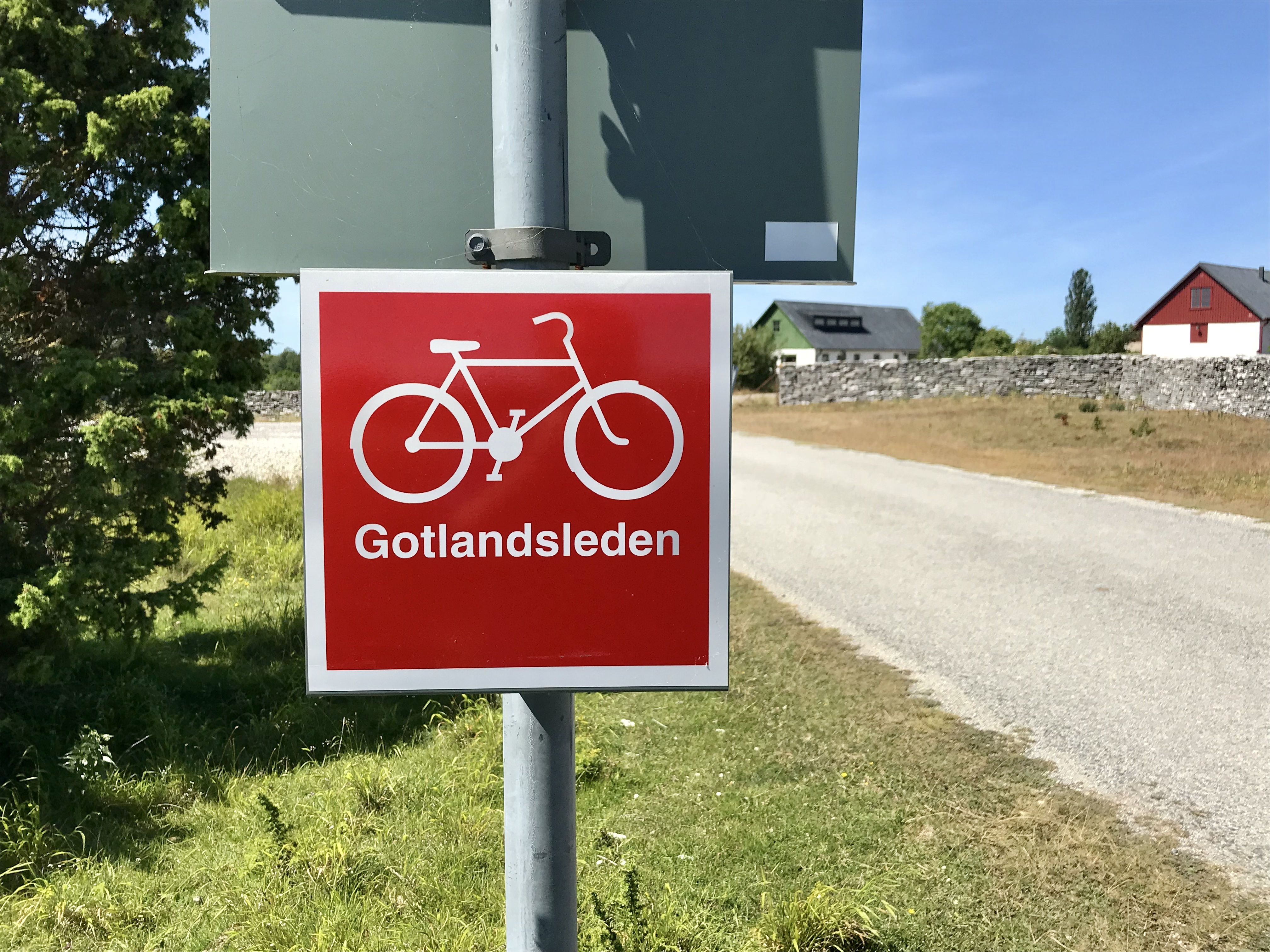

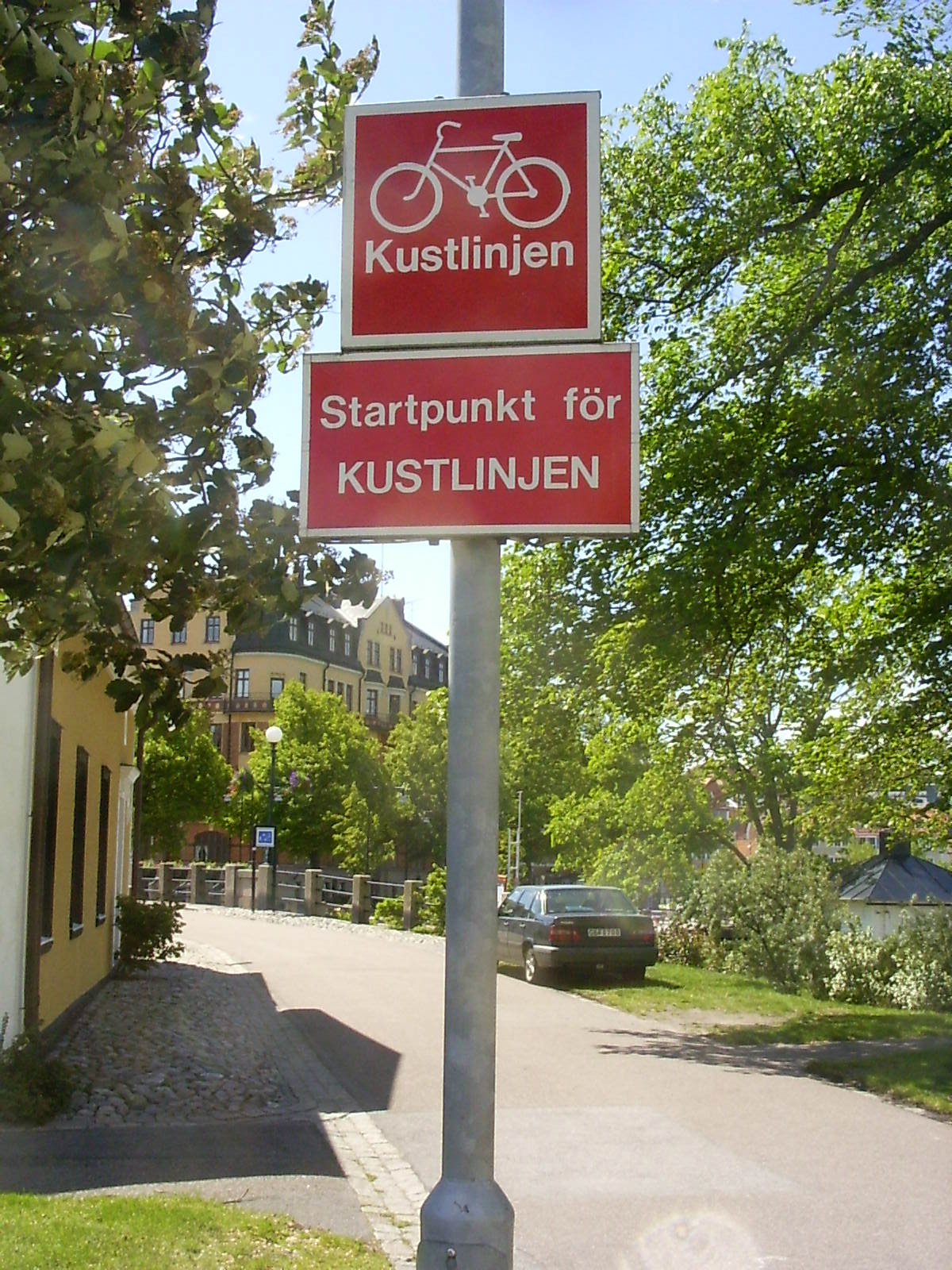

De nationale fietsroutes van Zweden (Zweeds: Nationell Cykelväg) zijn een netwerk van zeven fietsroutes in Zweden. Alle fietsroutes zijn bewegwijzerd in twee richtingen.
De fietsroutes doorkruisen het land en zijn te herkennen aan rode fietsbebording met daarop de naam, het nummer en de richtingaanduiding. 
Naast de nationale routes (minimaal 200 km lang) zijn er ook regionale routes (meestal tussen de 65 en 200 km lang) en lokale routes. 

## Nationale routes
De zeven nationale routes:
- Kattegattleden (1)
- Sydostleden (2)
- Sydkustleden (3)
- Unionsleden (4)
- Ätradalsleden (5)
- Vänerleden (6)
- Göta kanalleden (7)

## Regionale routes
De zes regionale routes:
- Hylteleden (100)
- Cykelleden Skåne Ängelholm-Kristianstad (101)
- Cykelleden Skåne Ystad-Båstad (102)
- Cykelleden Skåne Lomma-Kristianstad (103)
- Lelångenleden (104)
- Runn runt (200)